# Dispersió Umklapp

Figura 1. : Procés normal (procés N) i procés Umklapp (procés U). Mentre que el procés N conserva l'impuls del fonó total, el procés U canvia l'impuls del fonó.

En els materials cristal·lins, la dispersió Umklapp (també procés U o procés Umklapp) és un procés de dispersió que dóna lloc a un vector d'ona (normalment escrit k) que cau fora de la primera zona de Brillouin. Si un material és periòdic, té una zona de Brillouin, i qualsevol punt fora de la primera zona de Brillouin també es pot expressar com un punt dins de la zona. Aleshores, el vector d'ona es transforma matemàticament a un punt dins de la primera zona de Brillouin. Aquesta transformació permet processos de dispersió que, d'altra manera, violarien la conservació de la quantitat de moviment: dos vectors d'ona que apunten a la dreta es poden combinar per crear un vector d'ona que apunta a l'esquerra. Aquesta no conservació és la raó per la qual l'impuls del cristall no és un impuls real.

Figura 2. : k -vectors que superen la primera zona de Brillouin (vermell) no porten més informació que els seus homòlegs (negre) de la primera zona de Brillouin.

Alguns exemples inclouen la dispersió de potencial electró-reticular o un procés de dispersió fonó-fonó anharmònic (o electró-fonó), reflectint un estat electrònic o creant un fonó amb un vector-k d'impuls fora de la primera zona de Brillouin. La dispersió Umklapp és un procés que limita la conductivitat tèrmica en materials cristal·lins, els altres són la dispersió de fonons sobre defectes de cristall i a la superfície de la mostra.
El panell esquerre de la figura 1 mostra esquemàticament els possibles processos de dispersió de dos fonons entrants amb vectors d'ona (vectors-k) k1 i k2 (vermell) creant un fonó de sortida amb un vector d'ona k 3 (blau). Mentre la suma de k1 i k2 es mantingui dins de la primera zona de Brillouin (quadrats grisos), k3 és la suma dels dos anteriors, conservant així l'impuls del fonó. Aquest procés s'anomena dispersió normal (procés N).
Amb l'augment de l'impuls del fonó i, per tant, vectors d'ona més grans k1 i k2, la seva suma podria apuntar fora de la primera zona de Brillouin (k'3). Tal com es mostra al panell dret de la figura 1, els vectors-k fora de la primera zona de Brillouin són físicament equivalents als vectors que hi ha dins i es poden transformar matemàticament entre si mitjançant l'addició d'un vector recíproc de gelosia G. Aquests processos s'anomenen dispersió Umklapp i canvien l'impuls total del fonó.
La dispersió Umklapp és el procés dominant per a la resistivitat elèctrica a baixes temperatures per als cristalls de baix defecte (a diferència de la dispersió fonó-electró, que domina a altes temperatures, i les reticules d'alt defecte que condueixen a la dispersió a qualsevol temperatura).
La dispersió Umklapp és el procés dominant per a la resistivitat tèrmica a altes temperatures per als cristalls de baix defecte. La conductivitat tèrmica d'un cristall aïllant on els processos U són dominants té una dependència 1/T.

## Història
El nom deriva de la paraula alemanya umklappen (girar). Rudolf Peierls, a la seva autobiografia Bird of Passage afirma que va ser l'autor d'aquesta frase i la va encunyar durant els seus estudis de la xarxa cristal·lina de 1929 sota la tutela de Wolfgang Pauli. Peierls va escriure: "... vaig fer servir el terme alemany Umklapp (carrera) i aquesta paraula bastant lletja s'ha mantingut en ús...".